# Vuorijärvi (sjö i Viitasaari, Mellersta Finland)
Vuorijärvi är en sjö i kommunen Viitasaari i landskapet Mellersta Finland i Finland. Arean är 47 hektar och strandlinjen är 6,51 kilometer lång. Sjön  ingår i Kymmene älvs huvudavrinningsområde.   Den ligger omkring 95 kilometer norr om Jyväskylä och omkring 330 kilometer norr om Helsingfors. 
I sjön finns ön Isosaari. 